# Pokémon: Jirachi – Spełnione marzenia
Pokémon: Jirachi – Spełnione marzenia (jap. 劇場版ポケットモンスター アドバンスジェネレーション 七夜の願い星 ジラーチ Gekijōban Poketto Monsutā Adobansu Jenerēshon Nanayo no Negaiboshi Jirāchi; ang. Pokémon: Jirachi Wish Maker) – szósty film o Pokémonach na podstawie anime Pokémon. W Polsce film był emitowany w rodzinie kanałów Filmbox w wersji lektorskiej.

## Wersja polska
- Na zlecenie: SPI International Polska – STUDIO GENETIX FILM FACTORY
- Tekst: Maciej Tichy
- Czytał: Radosław Popłonikowski